# Charte Raymondine

La charte Raymondine est l'acte en vertu duquel les États de Languedoc auraient consenti, en 1271 à l'union du comté de Toulouse au royaume de France à la condition que le roi de France et ses successeurs respectent le libre consentement à l'impôt par les États, le maintien du droit écrit issu du droit romain, l'obtention d'un prince du sang comme gouverneur.
L'acte a ainsi été désigné, pour la première fois, par René Choppin.